# Silvia Rieger
Silvia Rieger (Hinte, 14 november 1970) is een atleet uit Duitsland.
Op de Olympische Zomerspelen van Barcelona in 1992 liep Rieger de 400 meter horden, waar ze in de kwalificatie werd uitgeschakeld.
Op de Olympische Zomerspelen van Atlanta in 1996 liep ze weer de 400 meter horden, en haalde ze de finale, waar ze met een tijd van 54,57 achtste werd in de finale.
Bij de Wereldkampioenschappen atletiek 1995 werd ze zesde op de 400 meter horden.
In 2001 stopte Rieger vanwege een achillespees-blessure.

## Persoonlijk record
| Onderdeel    | Resultaat | Jaar |
| ------------ | --------- | ---- |
| 100 meter    | 12,17     | 1999 |
| 200 meter    | 24,25     | 1997 |
| 400 meter    | 52.95     | 1998 |
| 400 m horden | 54,22     | 1998 |

| Onderdeel | Resultaat | Jaar |
| --------- | --------- | ---- |
| 60 meter  | 7,88      | 1999 |
| 200 meter | 24,40     | 1997 |

- Gemeinsame Normdatei: 1035123762
- World Athletics: 14279379
- Virtual International Authority File: 238490767
- WorldCat: E39PBJxMkQRCjmdmtGfpwhppT3